# Jean-Paul Civeyrac
Jean-Paul Civeyrac (* 24. prosince 1964) je francouzský filmový režisér. Svůj první celovečerní film nazvaný Ni d'Ève, ni d'Adam natočil v roce 1996. V roce 2002 natočil film Le Doux amour des hommes podle předlohy francouzského spisovatele Jean de Tinana. Jeho film Toutes ces belles promesses z roku 2003 je založen na knize od herečky a spisovatelky Anne Wiazemsky. Během své kariéry natočil také řadu krátkometrážních filmů.

## Filmografie
- Ni d'Ève, ni d'Adam (1996)
- Les Solitaires (2000)
- Fantômes (2001)
- Le Doux amour des hommes (2002)
- Toutes ces belles promesses (2003)
- À Travers la forêt (2005)
- Malika s'est envolée (2008)
- Des filles en noir (2010)
- Mon amie Victoria (2014)